# Birdie Wing -Golf Girls’ Story-
Birdie Wing -Golf Girls’ Story- ist eine Anime-Fernsehserie des Studios Bandai Namco Pictures aus dem Jahr 2022. Die Sport-Serie erschien parallel zu ihrer Ausstrahlung in Japan über Streamingdienste wie Crunchyroll international, unter anderem mit deutschen Untertiteln. Die Serie erzählt von zwei jungen Golferinnen, die miteinander wetteifern.

## Inhalt
Obwohl sie noch keine 15 Jahre alt ist, spielt Eve als Untergrund-Golferin für oder gegen oft dubiose Auftraggeber Golf. Mit ihrem groben, kraftvollen Stil ist sie erstaunlich erfolgreich und kann einiges an Geld verdienen, mit dem sie die Bar in den Slums unterstützt, in der sie Lily Lipman, deren Schwester Klein und einigen Waisen wohnt. Mit dem Geld halten sie sich auch die Polizei fern, da sie illegal im Land sind. Bei einem ihrer Aufträge trifft Eve zufällig auf die gleichaltrige Aoi Amawashi, von deren Stil sie begeistert ist. Und auch Aoi ist von Eves so ungewöhnlichen Golfspiel angetan und will einmal in einem kompletten Spiel gegen sie antreten. Ihre Freundin und Caddie Amane Shinjō schaut dagegen auf die unbekannte und ungehobelte junge Golferin herab, da Aoi aus einem reichen Haus und von Eltern stammt, die beide berühmte Golfer waren. Durch ihre Beziehungen zur Mafia und damit zu den Sponsoren der kommenden U15-Meisterschaft kann Eve dann tatsächlich gegen Aoi antreten. Sie gewinnt knapp am letzten Spieltag, aber nur weil sie ohne Eves Wissen gestört wurde. So wollen die beiden sich erneut messen, was allerdings wegen eines Auftrags für Eve misslingt. Dennoch spüren beide eine besondere Faszination für einander.

## Produktion und Veröffentlichung
Die Serie entstand nach einer Idee von Yōsuke Kuroda bei Bandai Namco Pictures. Regie führte Takayuki Inagaki und das Charakterdesign entwarf Kei Ajiki. Die künstlerische Leitung übernahmen Minoru Akiba und Shin Maeda. Die Tonarbeiten leitete Hajime Takakuwa, für die Computeranimationen war Masaya Machida und die Kameraführung lag bei Kōjirō Hayashi. Die verantwortlichen Produzenten waren Akihiro Sekiyama und Kōhei Fukuda.
Der Anime wurde erstmals im Oktober 2021 angekündigt. Die 13 je 23 Minuten langen Folgen wurden vom 5. April bis 29. Juni 2022 von den Sendern TV Tokyo, TV Ōsaka, TV Aichi, TV Setouchi, Television Hokkaido und TVQ Kyūshū in Japan ausgestrahlt. Parallel dazu veröffentlichte die Plattform Crunchyroll den Anime international per Streaming, unter anderem mit deutschen und englischen Untertiteln. Für Januar 2023 wurde eine zweite Staffel angekündigt.

### Synchronisation
| Rolle        | japanische Stimme (Seiyū) |
| ------------ | ------------------------- |
| Eve          | Akari Kitō                |
| Aoi Amawashi | Asami Seto                |
| Lily Lipman  | Akira Sekine              |
| Amane Shinjō | Ami Koshimizu             |

### Musik
Die Musik der Serie wurde komponiert von Hironori Anazawa und Kotaro Nakagawa. Der Vorspann wurde unterlegt mit dem Lied Venus Line von Kohmi Hirose und für den Abspann verwendete man Yodaka von Tsukuyomi.